# Kenny Guinn
Kenneth Carroll Guinn, Kenny Guinn (ur. 24 sierpnia 1936 w Garland, zm. 22 lipca 2010 w Las Vegas) – amerykański polityk, biznesmen, nauczyciel akademicki. Członek Partii Republikańskiej, wybrany został w 1998 na gubernatora Nevady. Po zwycięstwie wyborczym w 2002 pozostał również na kolejną kadencję gubernatorską, którą zakończył w styczniu 2007.
Dorastał w Exeter w Kalifornii. Ukończył Fresno University z dyplomem nauczyciela fizyki, potem uzyskał doktorat z pedagogiki na Utah State University. Pracował w administracji hrabstwa Clark (Nevada). W 1994 tymczasowo pełnił funkcję rektora Uniwersytetu Nevady w Las Vegas.
W życiu politycznym uczestniczy od lat 60., kiedy brał udział w kampanii wyborczej gubernatora Nevady Paula Laxalta. Uważany jest za umiarkowanego republikanina, cieszy się szacunkiem wśród wielu Demokratów. W wyborach 2002 zdobył 68% głosów, a jego demokratyczny rywal Joe Neal 22%. W listopadzie 2005 magazyn „Time” umieścił Guinna na liście pięciu najlepszych gubernatorów Stanów Zjednoczonych.